# Максимов, Альберт Тимофеевич
Альберт Тимофеевич Максимов (20.05.1935, Филисово, Вологодская область, СССР — 29.05.2020, Северодвинск, Архангельская область, РФ) — бригадир судосборщиков Северного машиностроительного предприятия Министерства судостроительной промышленности СССР (Архангельская область). Герой Социалистического Труда (02.02.1984).

## Биография
Родился 20 мая 1935 года в деревне Филисово, ныне Усть-Кубинского района Вологодской области в крестьянской семье. С 1936 года жил вместе с родителями в поселке Судострой, ныне город Северодвинск Архангельской области. Отец работал плотником, мать — уборщицей. После окончания ремесленного училища № 1 (1949—1951 гг.) стал работать на Севмаше.
В 1955 году был призван в армию. Окончив курсы шофёров, проходил службу под Мурманском, во взводе разведки в должности водителя. Был награждён знаком «Отличный шофёр». В 1956 году после досрочного увольнения со службы в связи с сокращением армии вернулся работать на Севмаш.
В 1959 году женился.
Трудился в цехах № 7, № 42, плотником в цехе № 18, затем в бригаде по сборке атомных подводных лодок 658-го проекта. В 1963 году стал звеньевым, затем бригадиром. Его бригада работала по заказам отдела капитального строительства. Бригадой была выполнена контрольная сборка уникального затвора дока цеха № 55. Вес затвора составлял 1100 тонн, он перекрывал док шириной 78 метров. В 1981—1989 годах Максимов строил подводные лодки проекта 941 «Акула». Всего на заводе было построено шесть таких кораблей.
Указом Президиума Верховного Совета СССР от 2 февраля 1984 года за выдающиеся заслуги в создании новой специальной техники (АПЛ проекта 941) Максимову Альберту Тимофеевичу присвоено звание Героя Социалистического Труда с вручением ордена Ленина и золотой медали «Серп и Молот».
Член КПСС.
С 1991 года на пенсии.
Скончался 28 мая 2020 года. Похоронен в Северодвинске на кладбище «Миронова гора».
Памятная стела в его честь установлена на Аллее Героев Северодвинска, открытой в 2010 году.

## Награды и поощрения[8]

### Правительственные награды
1970 год — Медаль «За доблестный труд».
1974 год — Орден Трудового Красного Знамени.
1977 год — Орден Октябрьской Революции.
1984 год — Орден Ленина. Золотая Звезда Героя Социалистического Труда.
1989 год — Медаль «Ветеран труда».
1997 год — Юбилейная медаль «300 лет Российскому флоту».

### Знаки
Знак «Победитель социалистического соревнования» за 1973 год, 1974 год, 1975 год, 1976 год, 1977 год.
1975 год — Знак ВЦСПС «За активную работу по научной организации труда».
1979 год — Знак «Лучший по профессии» Министерства судостроительной промышленности.
1976 год — Знак «Ударник Девятой пятилетки».
1981 год — Знак «Ударник Десятой пятилетки».
1982 год — Знак «Ударник Одиннадцатой пятилетки».
1989 год — Знак «За технический прогресс».

### Поощрения
В 1970 году занесён в книгу почёта предприятия.
В 1972 году занесён на доску почёта «Лучший рационализатор предприятия»
В 1963, 1968, 1973, 1976, 1981 годах занесён на заводскую доску почёта.
В 1975 и 1987 годах награждён почётной грамотой Министра судостроительной промышленности.
В 1970, 1971, 1979, 1982, 1985, 1986, 1988 годах награждён почётной грамотой директора предприятия.
В 1982 и 1983 годах награждён почётной грамотой в честь Дня изобретателя.
В 1969, 1973, 1974, 1975, 1978, 1979 годах объявлена благодарность директора предприятия.
В 1981 году присвоено звание «Ветеран предприятия».
В 1989 году присвоено звание «Почётный ветеран предприятия».
Получено 38 свидетельств на рационализаторские предложения.